# Neuronal Plasticity Prize
Der Neuronal Plasticity Prize war ein zwischen 1990 und 2016 von der Ipsen-Stiftung jährlich an drei Personen vergebener Wissenschaftspreis auf dem Gebiet der neuronalen Plastizität.
Die Jury entschied über die Preisvergabe anhand der wissenschaftlichen Leistungen und der veröffentlichten Arbeiten; eine Bewerbung um den Preis wurde nicht erwartet. Der Preis war mit 60.000 Euro dotiert.

## Preisträger
- 1990 Albert Aguayo (Montreal, Kanada), Anders Björklund (Lund, Schweden) und Fred Gage (La Jolla, USA) – Neuronal grafting.
- 1991 Ursula Bellugi (La Jolla, USA), Wolf Singer (Frankfurt, Deutschland) und Torsten Wiesel (New York, USA) – Plasticity in the visual system.
- 1992 Philippe Ascher (Paris, Frankreich), Kjell Fuxe (Stockholm, Schweden) und Terje Lømo (Oslo, Norwegen) – Interactions at the receptors level.
- 1993 Per Andersen (Oslo, Norwegen), Masao Itō (Wako Saitama, Japan) und Constantino Sotelo (Paris, Frankreich) – Neuronal plasticity at the synaptic level in the hippocampus und the cerebellum.
- 1994 Mariano Barbacid (Princeton, USA), Yves-Alain Barde (Planegg-Martinsried, Deutschland) und Hans Thoenen (Planegg-Martinsried, Deutschland) – Neurotrophic factors.
- 1995 Jacques Melher (Paris, Frankreich), Brenda Milner (Montreal, Kanada) und Mortimer Mishkin (Bethesda, USA) – Cognitive processes in humans und primates.
- 1996 Friedrich Bonhoeffer (Tübingen, Deutschland), Corey Goodman (Berkeley, USA) und Marc Tessier-Lavigne (San Francisco, USA) – Axonal guidance.
- 1997 Antonio Damasio (Iowa City, USA), Richard Frackowiak (London, Vereinigtes Königreich) und Michael Merzenich (San Francisco, USA) – Brain maps und their plasticity.
- 1998 Heinrich Betz (Frankfurt, Deutschland), Gerald Fischbach (Boston, USA) und Uel McMahan (Stanford, USA) – Formation of synapses at the molecular level.
- 1999 Masakazu Konishi (Pasadena, USA), Peter Marler (Davis, USA) und Fernando Nottebohm (Millbrook, USA) – Animal models.
- 2000 Tomas Hökfelt (Stockholm, Schweden), Lars Olson (Stockholm, Schweden) und Lars Terenius (Stockholm, Schweden) – Neuromodulation in neuronal plasticity.
- 2001 Albert Galaburda (Boston, USA), John Morton (London, Vereinigtes Königreich) und Elizabeth Spelke (Cambridge, USA) – Psychological development in children.
- 2002 Arturo Alvarez-Buylla (San Francisco, USA), Ronald McKay (Bethesda, USA) und Samuel Weiss (Calgary, Kanada) – Stem cells in the central nervous system.
- 2003 François Clarac (Marseille, Frankreich), Sten Grillner (Stockholm, Schweden) und Serge Rossignol (Montreal, Kanada) – Motor control.
- 2004 James Gusella (Boston, USA), Jean-Louis Mandel (Straßburg, Frankreich) und Huda Zoghbi (Houston, USA) –  Triplet diseases und neuronal plasticity.
- 2005 Ann Graybiel (Cambridge, USA), Trevor Robbins (Cambridge, Vereinigtes Königreich) und Wolfram Schultz (Cambridge, Vereinigtes Königreich) – Motivation und associative learning.
- 2006 Eckart Gundelfinger (Magdeburg, Deutschland), Mary B. Kennedy (Pasadena, USA) und Morgan Sheng (Cambridge, USA) – Synapse protein complexes in neuronal plasticity.
- 2007 Nikos K. Logothetis (Tübingen, Deutschland), Giacomo Rizzolatti (Parma, Italy) und Keiji Tanaka (Wako, Japan) – Neurophysiology of cognition.
- 2008 Jean-Pierre Changeux (Paris, Frankreich), Peter W. Kalivas (Charleston, USA) und Eric J. Nestler (Dallas, USA) – Molecular targets of drugs abuse.
- 2009 Alim Louis Benabid (Grenoble, Frankreich), Apostolos Georgopoulos (Minneapolis, USA) und Miguel Nicolelis (Durham, USA) – Brain-Machine interaction.
- 2010 Thomas Insel (Bethesda, USA), Bruce McEwen (New York, USA) und Donald Pfaff (New York, USA) – Neuroendocrine control of behavior.
- 2011 Helen J. Neville (Eugene, USA), Isabelle Peretz (Montreal, Kanada) und Robert J. Zatorre (Montreal, Kanada) – Music and Brain Plasticity.
- 2012 Catherine Dulac (Cambridge, USA), Michael Meaney (Montreal, Kanada) und J. David Sweatt (Birmingham, USA) – Epigenetics and brain function.
- 2013 Tim V. P. Bliss (London, Vereinigtes Königreich), Richard G. M. Morris (Edinburgh, Vereinigtes Königreich) und Yadin Dudai (Rehovot, Israel) – Mechanisms of memory.
- 2014 Barry Everitt (Cambridge, Vereinigtes Königreich), George F. Koob (La Jolla, Vereinigte Staaten), Michel Le Moal (Bordeaux, Frankreich) – Neuropsychology of drug addiction.
- 2015 Mark Bear (Cambridge, USA), David Porteous (Edinburgh, Vereinigtes Königreich), Thomas Bourgeron (Paris, Frankreich) – Genes, Synapses and Psychiatric Disorders.
- 2016 Pierre Magistretti (Lausanne, Schweiz), David Altwell (London, Vereinigtes Königreich), Marcus Raichle (St. Louis, Vereinigte Staaten)